# داچ بریگ کومیت (۱۷۸۹)
داچ بریگ کومیت (۱۷۸۹) (به انگلیسی: Dutch brig Komeet (1789)) یک کشتی است که طول آن ۹۲ فوت ۹ ۱⁄۸ اینچ (۲۸٫۲۷۳ متر) می‌باشد. این کشتی  در سال ۱۷۸۹ ساخته شد.